# 朝鮮新報
朝鮮新報（ちょうせんしんぽう、チョソンしんぽう、朝: 조선신보〈チョソンシンボ〉）は、在日本朝鮮人総聯合会（朝鮮総聯）中央常任委員会の機関紙である。東京都板橋区小豆沢4-24-16に本社を置く株式会社朝鮮新報社（チョソンしんぽうしゃ ※法人番号上は「ちょうせんしんぽうしゃ」）〔法人番号:3010001095853〕が発行している。1975年5月、金日成勲章受章。

## 概説
名称の意味は「朝鮮の新しい新聞」。元々朝鮮語新聞であったが、日本語でも記事を提供するようになった。毎週月・水・金曜日の週3回刊。8ページ建で、朝鮮語面と日本語面が半々である。
主な読者層は総聯会員であるが会員外にも購読者を抱えており、在日本大韓民国民団（民団）会員や朝鮮語の学習目的で購読している朝鮮系以外の日本人も存在する。公称発行部数は5万部で、日本で発行されている朝鮮語新聞としては最大級の発行部数となっており、日本唯一の朝鮮民主主義人民共和国（以下、北朝鮮）公式系新聞でもある。
ウェブサイト上では、英語によるニュースサイト「People's Korea」も開設している。

## 紙面
日本各地の総聯活動状況、朝鮮人の生活の他、本国の主要ニュースを掲載している。金正男暗殺事件でも『大騒ぎは米南日のマスコミだけ、海外から見たクアランプール事件』との題名で犯人はCIAと国情院のせいだとしている。清華大学
客員教授・鄭己烈の「世界の事件そのものへの報道は少なく、北朝鮮を悪魔化しようとするアメリカ・韓国・日本の報道に批判的な（報道）のが大部分」との主張や日系アメリカ人で元ジャパンタイムズ編集長のヨイチ・シマズの『CIA・国情院の犯罪者たちが演出したマレーシア空港事件』と題する詳しい論評を発表したことを紹介するなど本国の主張に沿った意見を補強する記事を日本語で載せている。

## 事業所
| 名前     | 所在地                                                       |
| -------- | ------------------------------------------------------------ |
| 本社     | 日本 東京都板橋区小豆沢4-24-16 3階                           |
| 平壌支局 | 朝鮮民主主義人民共和国 平壌直轄市中区域烏灘洞・平壌ホテル5階 |

平壌に支局を置いている日本メディアは同紙の他に共同通信がある（平壌直轄市普通江区域・朝鮮中央通信社内）

## 略史
- 1945年10月10日 - 民衆新聞として創刊。旬刊
- 1946年9月 - 解放新聞に改題。隔日刊化
- 1950年6月 - 朝鮮戦争勃発
- 1950年8月 - GHQが日本政府を介し発行停止（米軍は南側援。総連関係は北側勢力）
- 1952年5月 - 復刊
- 朝鮮民報に改題
- 1961年1月 - 朝鮮新報に改題
- 1961年9月 - 日刊化
- 毎週月・水・金曜日の週3回化